# Terson-Syndrom
Als Terson-Syndrom wird eine Glaskörperblutung bei Subarachnoidalblutung (SAB) bezeichnet. Sie tritt bei etwa 14–45 % der Betroffenen auf. Das Risiko, an einer Subarachnoidalblutung zu versterben, ist bei Vorliegen eines Terson-Syndroms deutlich erhöht (Quotenverhältnis 4,8).
Bei fehlender Spontanresorption der Einblutung kann eine Vitrektomie notwendig werden.
Das Terson-Syndrom wurde erstmals 1881 von Moritz Litten beschrieben, ist aber nach dem französischen Augenarzt Albert Terson benannt.